# Killah
Killah är ett italienskt klädmärke med ett 100-tal butiker i Central- och Nordamerika, Europa och Asien. Den enda butiken i Sverige finns i Stockholm.